# مارك إيمرز
مارك إيمرز (مواليد 25 فبراير 1966) هو لاعب كرة قدم. يلعب مع منتخب بلجيكا لكرة القدم. سبق له أن لعب في كأس العالم لكرة القدم مع منتخب بلاده.

## روابط خارجية
- مارك إيمرز على موقع الاتحاد الدولي (مؤرشف)  (الإنجليزية)
- مارك إيمرز على موقع الاتحاد الأوربي (الإنجليزية)
- مارك إيمرز على موقع الاتحاد البلجيكي (الإنجليزية)
- مارك إيمرز على موقع قاعدة بيانات كرة القدم.إي يو (الإنجليزية)
- مارك إيمرز على موقع ناشيونال فوتبول تيمز (الإنجليزية)
- مارك إيمرز على موقع Soccerway.com (الإنجليزية)
- مارك إيمرز على موقع عالم كرة القدم.نت (الإنجليزية)